# Thalictrum myriophyllum
Thalictrum myriophyllum är en ranunkelväxtart som beskrevs av Jisaburo Ohwi. Thalictrum myriophyllum ingår i släktet rutor, och familjen ranunkelväxter. Inga underarter finns listade i Catalogue of Life.